# Lorsque tout changea
Lorsque tout changea (titre original : When it Changed) est une nouvelle de science-fiction de l'écrivaine américaine Joanna Russ parue en 1972. Elle a d'abord été publiée dans l'anthologie Again, Dangerous Visions. La nouvelle est également parue en français sous le titre Quand ça change dans l'anthologie Histoires de sexe-fiction.

## Contexte
La nouvelle parait en anglais en 1972, et elle est traduite en français en 1976 par Françoise Levie-Howe. Elle appartient au genre de la bataille des sexes en science-fiction, et a été écrite à la suite d'un débat entre des écrivaines de science-fiction sur l'impact et la nécessité d'écrire en tant que femmes. Joanna Russ avait au cours de ce débat reproché à Ursula K. Le Guin de ne pas écrire à partir du point de vue d'une femme.

## Résumé
Janet Evason vit sur Whileaway, une planète colonisée entièrement féminine dont les habitantes se reproduisent en combinant des ovules parce que tous leurs mâles sont morts dans une pandémie trente générations plus tôt. Lorsque des astronautes masculins arrivent de la Terre, ils annoncent que la Terre est devenue génétiquement déficiente et qu'ils aimeraient se reproduire avec les femmes de cette planète au nom de l'égalité sexuelle,. La femme de Janet essaie de tuer les astronautes; Janet l'arrête, tout en se rendant compte que la présence même d'hommes riches et puissants changera à jamais la société Whileaway.

## Réception
Lorsque tout changea a remporté le prix Nebula de la meilleure nouvelle courte 1972, le prix James Tiptree, Jr. 1995 et a été finaliste du prix Hugo de la meilleure nouvelle courte 1973,.
Michael Coney, un écrivain de science-fiction britannique a critiqué la nouvelle en ces termes : « La haine, la destructivité qui ressortent de l'histoire me rendent malade de l'humanité. . . . Je reviens tout juste des Antilles, où j'ai passé trois ans à être détesté simplement parce que j'avais la peau blanche... . . [Maintenant, je découvre que je suis détesté pour une autre raison - parce que Joanna Russ n'a pas de bite ». La lecture de la nouvelle ne donne cependant pas à voir toute la haine qu'évoque Coney, selon B. D. McClay. Russ s'était taillée une réputation de détester les hommes, qui bien que réelle  était quelque peu surfaite.

## Thèmes
Dans la postface, Joanna Russ déclare que Lorsque tout changea a été écrit pour défier des idées de science-fiction qui n'avaient pas, au moment de la rédaction, été abordées. Ces idées étaient liées à la façon dont les femmes - et les sociétés composées uniquement de femmes - étaient traitées par des écrivains masculins. Elle a écrit : 

« J'ai déjà lu des histoires de SF sur des mondes sans hommes ; elles sont soit pleines de filles à forte poitrine en mousseline de soie qui se tortillent de désir (Keith Laumer en a écrit une charmante et drôle intitulée « La guerre avec les Yukks »), soit les femmes ont mis en place une société statique, semblable à celles des  abeilles, imitant un présumé matriarcat primitif. Ces histoires sont écrites par des hommes. Pourquoi les femmes qui ont été seules pendant des générations devraient « instinctivement » tourner leurs désirs sexuels vers des personnes dont elles n'ont qu'une connaissance intellectuelle, ou pourquoi les personnes de sexe féminin sont supposées avoir une préférence innée pour la rigidité byzantine, je ne sais pas, »

Joanna Russ mentionne également le roman d'Ursula K. Le Guin La Main gauche de la nuit comme ayant eu une influence sur l'histoire : Joanna Russ a en effet critiqué Ursula K. Le Guin pour avoir refusé d'écrire « en tant que femme » en adoptant des pronoms masculins et en se plaçant d'un point de vue universel, et Joanna Russ souhaitait prendre une direction différente dans son écriture.

## Récompenses et nominations
- Prix Nebula de la meilleure nouvelle courte 1972[9].
- Prix James Tiptree, Jr. 1995 (rétroactif)[9].
- Finaliste du prix Hugo de la meilleure nouvelle courte 1973[9].